# Rivière aux Perches (rivière des Montagnes Blanches)
Pour les articles homonymes, voir Perche et Rivière aux Perches.
La rivière aux Perches est un affluent de la rivière des Montagnes Blanches, coulant dans le territoire non organisé de Mont-Valin, dans la partie Nord de la municipalité régionale de comté (MRC) du Fjord-du-Saguenay, dans la région administrative de Saguenay–Lac-Saint-Jean, dans la province de Québec, au Canada,,.
La foresterie constitue la principale activité économique du secteur ; les activités récréotouristiques sont accessoires considérant l’éloignement géographique et le manque de routes d’accès.
La surface de la rivière aux Perches est habituellement gelée de la fin novembre au début avril, toutefois la circulation sécuritaire sur la glace se fait généralement de la mi-décembre à la fin mars.

## Géographie
Les principaux bassins versants voisins de la rivière aux Perches sont :
- côté Nord : lac Talien, lac Boivin, lac Galibert, lac Pambrun, lac du Castor Noir, lac Plétipi ;
- côté Est : rivière Falconio, lac Petshissipakau, rivière Manouanis, lac à la Croix, rivière Auriac ;
- côté Sud : rivière Falconio, lac Manouane, Petite rivière Manouane, lac des Sept Milles ;
- côté Ouest : rivière des Montagnes Blanches, lac Piacouadie, lac Maricot, rivière Modeste, rivière Péribonka, rivière Savane[2].

La rivière aux Perches prend sa source à l’embouchure d’un lac non identifié (longueur : 9,6 km ; altitude : 601 m) dans le territoire non-organisé de Mont-Valin. Ce lac reçoit trois décharges de lacs ; l’une du côté Ouest, une autre du côté Sud-Ouest et la troisième du côté Nord. La décharge de ce lac fait tout en longueur comporte une décharge (venant de l’Est) de quelques lacs. Cette embouchure est située à :
- 15,9 km au Sud-Ouest du hameau de Kauapushishkat ;
- 32,9 km au Nord-Est du lac Piacouadie ;
- 28,9 km au Nord-Ouest du lac à la Croix ;
- 82,0 km au Nord-Ouest de l’embouchure de la rivière des Montagnes Blanches (confluence avec le lac Manouane) ;
- 23,9 km au Sud-Ouest du lac Plétipi ;
- 98,2 km au Nord-Ouest de l’embouchure du lac Manouane ;
- 105,6 km au Nord-Est de l’embouchure du lac Onistagane ;
- 32,0 km au Nord de l’embouchure de rivière aux Perches[2],[5].

À partir de sa source, la rivière aux Perches coule sur 37,3 km sur un dénivelé de 81 m entièrement en zone forestière, selon les segments suivants :
- 2,8 km vers le Sud, jusqu’à un ruisseau (venant du Sud-Ouest) ;
- 22,3 km vers le Sud relativement en ligne droite en traversant des segments où la rivière s’élargit et en traversant une vallée encaissée en milieu de segment, jusqu’à la décharge (venant du Nord-Est) de quelques lacs ;
- 1,3 km vers le Sud-Ouest, jusqu’à un coude de rivière, correspondant à une décharge (venant de l’Ouest) de quelques lacs ;
- 10,9 km vers le Sud en recueillant une décharge (venant du Sud-Est) de quelques lacs et en bifurquant vers le Sud-Ouest sur le dernier 2,0 km, jusqu’à son embouchure[2].

La rivière aux Perches se déverse dans un coude de rivière sur la rive Est de rivière des Montagnes Blanches. Cette embouchure est située à :
- 2,4 km au Nord du lac des Sept Milles lequel est traversé par la rivière des Montagnes Blanches ;
- 8,2 km au Nord-Est du lac Piacouadie ;
- 55,7 km au Nord-Ouest de l’embouchure de la rivière des Montagnes Blanches ;
- 71,7 km au Nord-Ouest de l’embouchure du lac Manouane ;
- 74,1 km au Nord de l’embouchure du lac Onistagane lequel est traversé par la rivière Péribonka ;
- 146,6 km au Nord-Ouest de l’embouchure de la Petite rivière Manouane ;
- 157,3 km au Nord de l’embouchure du lac Péribonka ;
- 200,4 km au Nord de la confluence de la rivière Péribonka et de la rivière Manouane ;
- 297 km au Nord de l’embouchure de la rivière Péribonka (confluence avec le lac Saint-Jean)[2].

À partir de l’embouchure de la rivière aux Perches, le courant descend le cours de la rivière des Montagnes Blanches sur 59,5 km vers le Sud-Est, traverse le lac Manouane sur 30,0 km vers le Sud-Est, puis descend le cours de la rivière Manouane sur 150 km vers le Sud, le cours de la rivière Péribonka sur 602,7 km vers le Sud, traverse le lac Saint-Jean sur 29,3 km vers l’Est, puis emprunte sur 155 km le cours de la rivière Saguenay vers l’Est jusqu'à la hauteur de Tadoussac où il conflue avec le fleuve Saint-Laurent.

## Toponymie
Le toponyme de « rivière aux Perches » a été officialisé le 5 décembre 1968 à la Banque des noms de lieux de la Commission de toponymie du Québec.